# Rottehale (larve)
 For alternative betydninger, se Rottehale. (Se også artikler, som begynder med Rottehale)
En rottehalelarve eller rottehale er larver af nogle arter af svirrefluer, almindeligvis Eristalis tenax. En rottehales kendetegn er en rørlignende, teleskopisk åndesiphon i enden af rottehalen.
 
Denne fungerer ligesom en snorkel, der tillader larven at ånde luft når den er neddykket. Siphonen er sædvanligvis ligeså lang som larvens krop (20 mm når voksen), men kan forlænges til så langt som 15 cm. Det er dette organ som har givet larven dets almindelige navn. Larven lever typisk i stillestående og iltfattigt vand, med et højt organisk indhold. Larven er ret tolerant overfor forurening og kan leve i kloak lagooner.

## Kommerciel anvendelse
Disse larver kaldes almindeligvis "mousies" og de opdrættes og sælges som agn. De er specielt populære til isfiskeri.